# I Feel Alive
Az I Feel Alive (magyarul: Úgy érzem, élek) az izraeli Imri dala, mellyel Izraelt képviselte a 2017-es Eurovíziós Dalfesztiválon, Kijevben. A dal belső kiválasztás során nyerte el az eurovíziós indulás jogát, és 2017. március 9-én mutatták be nyilvánosan.

## Eurovíziós Dalfesztivál
A dalt az Eurovíziós Dalfesztiválon először a május 11-i második elődöntőben adta elő, fellépési sorrendben tizennyolcadikként, utolsóként az Észtországot képviselő Koit Toome & Laura Verona című dala után. Az elődöntőből a harmadik helyen jutott tovább a május 13-i döntőbe, ahol fellépési sorrendben elsőként lépett fel a Lengyelországot képviselő Kasia Moś Flashlight című dala előtt. A pontozás során a zsűri szavazáson összesítésben a huszonegyedik helyen végzett 34 ponttal, míg a nézői szavazáson a huszonkettedik helyen végzett 22 ponttal, így összesítésben 39 ponttal a verseny huszonharmadik helyezettje lett.
A következő izraeli induló Netta Toy című dala volt a 2018-as Eurovíziós Dalfesztiválon.